# Complexo REIMAHG

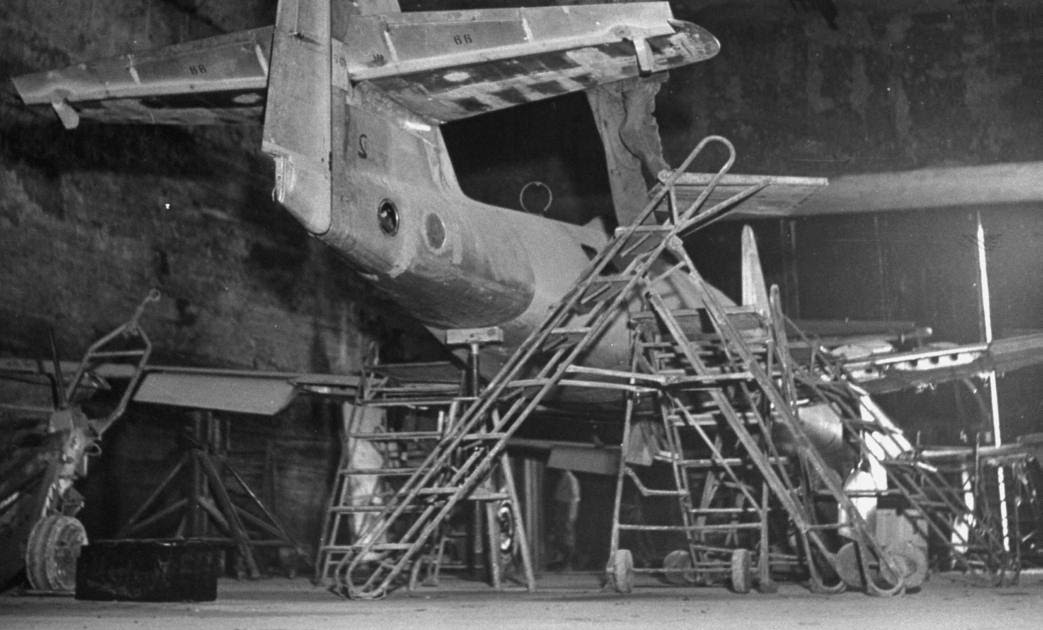
Um Me 262 a ser produzido na fábrica subterrânea

O Complexo REIMAHG, oficialmente conhecida por Flugzeugwerke Reichsmarschall Hermann Göring, foi um complexo industrial e militar construído na Alemanha Nazi, durante a Segunda Guerra Mundial, para servir como fábrica secreta de construção, montagem e lançamento de aeronaves.
Em 1944, o projecto de construção foi iniciado para converter uma antiga mina de areia em Welpersberg numa fábrica subterrânea antibombardeamento para a produção do primeiro caça operacional da história, o Messerschmitt Me 262. Para alcançar isto, os túneis existentes tiveram que sofrer um alargamento e uma extensão, trabalho para o qual foram colocados no local cerca de 12 000 trabalhadores forçados de vários países ocupados, juntamente com 3000 trabalhadores profissionais, livres e experientes. Visto que estas minas ficavam dentro de uma montanha, foi construído no topo da montanha uma pista, para que os Me 262 construídos pudessem ser elevados para o topo da montanha, através de um elevador, e a partir daí descolar até ao seu destino. No total, apenas 27 aeronaves foram fabricadas e lançadas, pois rapidamente o peso da guerra fez-se sentir, e o local foi capturado por tropas norte-americanas. Depois da guerra, os soviéticos explodiram com as minas e destruíram a pista no topo da montanha. Devido à construção dos túneis para servirem como bunkers, as explosões não conseguiram fazer os mesmos colapsar, e a maior parte ainda existe hoje, podendo ser visitadas pelo público.